# Håkan Ersgård
Håkan Victor Ersgård, född 2 mars 1934 i Malmö Sankt Petri församling, död 30 november 1998 i Maria Magdalena församling i Stockholm, var en svensk regissör och en av svensk TV:s pionjärer. Han är regissören bakom TV-serien Hedebyborna.

## Biografi
Håkan Ersgård var son till ingenjören Erik Ersgård och Maja, ogift Gustafsson. Efter studentexamen i Lund 1955 läste han vid Lunds universitet 1956–1957.
Efter TV- och filmutbildning i USA vid Boston University blev Ersgård anställd vid Sveriges Radio 1959. Trots att han bara arbetade med TV-produktion i 25 år är han Sveriges tredje mest produktiva TV-regissör någonsin. Han står bakom 47 produktioner och inte mindre än 13 TV-serier. Bland hans verk återfinns några av TV-historiens största publiksuccéer någonsin, Hedebyborna, N.P. Möller, fastighetsskötare, Jakten på Janne med flera. 
Ersgård gifte sig 1959 med tandläkaren Britta Vikbladh (född 1937), dotter till bankdirektören Bertil Vikbladh och Ina, ogift Arvidsson. Ersgård är far till regissören Joakim Ersgård (född 1961), skådespelaren Patrik Ersgård (född 1964), författaren Jesper Ersgård (född 1969) och konstnären Pontus Ersgård (född 1971).
Håkan Ersgård är gravsatt i minneslunden på Skogskyrkogården i Stockholm.

## Filmografi

### Regi
- 1960 – På mitt eget sätt
- 1961 – Dolda kameran
- 1965 – Thérèse Raquin
- 1965 – En kopp te (TV-teater)
- 1965 – Resa
- 1965 – Ett sommaräventyr
- 1966 – Operation Argus
- 1969 – Konfrontation
- 1971 – Lavforsen – by i Norrland (TV-serie) (även manus)
- 1972 – N.P. Möller, fastighetsskötare (ytterligare 4 säsonger fram till 1980)
- 1972 – Hemkomsten
- 1976 – Åh Sole Mio
- 1977 – Jakten på Janne
- 1978 – Hedebyborna (ytterligare 2 säsonger fram till 1982)
- 1983 – Spanarna (TV-serie)

## Teater

### Regi
| År   | Produktion                                             | Upphovsmän                                            | Teater                   |
| ---- | ------------------------------------------------------ | ----------------------------------------------------- | ------------------------ |
| 1967 | Cayennepeppar Poivre de Cayenne                        | René de Obaldia                                       | Helsingborgs stadsteater |
| 1968 | Den kaukasiska kritcirkeln Der kaukasische Kreidekreis | Bertolt Brecht Översättning Brita och Johannes Edfelt | Helsingborgs stadsteater |
| 1968 | Hallå där Say Who You Are                              | Keith Waterhouse och Willis Hall                      | Helsingborgs stadsteater |